# Матриксная металлопротеиназа 16

Матриксная металлопротеиназа 16 (англ. matrix metallopeptidase 16, MMP16) — мембранная эндопептидаза подсемейства матриксных металлопротеиназ, кодируется геном человека MMP16.

## Функция
MMP16 расщепляет различные компоненты внеклеточного матрикса, включая коллаген III типа и фибронектин. Активирует прожелатиназу A. Участвует в перестройке сосудов. 
Взаимодействует с CSPG4 через хондроитинсульфат-гликозаминогликановую цепь последнего.

## Структура
Синтезированный белок состоит из 607 аминокислот. После отщепления сигнального пептида и пропептида эндопептидазой фурином зрелый белок включает 488 аминокислот. Состоит из N-концевого внеклеточного участка (445 аминокислот), единственного трансмембранного фрагмента и короткого (22 аминокислоты) цитозольного участка. Внеклеточный участок включает 4 гемопексин-подобных доменов, цистеиновый переключатель, 4 участка связывания цинка и каталитический центр, 1 участок N-гликозилирования и 1 участок фосфорилирования (по тирозину-52).

## Тканевая специфичность
MMP15 экспрессируется в сердце, мозге, плаценте, яичниках и тонком кишечнике. Короткая изоформа синтезируется в яичниках.